# Cassville (Virgínia Ocidental)
Cassville é uma Região censo-designada localizada no estado norte-americano de Virgínia Ocidental, no Condado de Monongalia.

## Demografia
Segundo o censo norte-americano de 2000, a sua população era de 1586 habitantes.

## Geografia
De acordo com o United States Census Bureau tem uma área de
39,1 km², dos quais 39,1 km² cobertos por terra e 0,0 km² cobertos por água.

## Localidades na vizinhança
O diagrama seguinte representa as localidades num raio de 16 km ao redor de Cassville.